# رينيه بونينو
رينيه بونينو (بالفرنسية: René Bonino)‏ هو عداء سريع فرنسي، ولد في 14 يناير 1930 في سوليو ‏ في فرنسا، وتوفي في 18 أغسطس 2016 في أوتون في فرنسا.

## وصلات خارجية
- رينيه بونينو على موقع الاتحاد الفرنسي لألعاب القوى (الفرنسية)
- رينيه بونينو على موقع اللجنة الأولمبية الدولية (الإنجليزية)
- رينيه بونينو على موقع أوليمبيديا (الإنجليزية)